# 川沙县
川沙县（1911年11月7日－1992年）是中国上海市的一个已撤销的县，境域呈三角形由吴淞口向东南展开，南面与南汇县、上海县接壤，西面与南市区、黄浦区、杨浦区毗邻，西北与宝山区隔黄浦江相望。1992年中華人民共和国政府作出“浦东开发开放”的决策，川沙县被撤销，浦东新区成立。

## 地理环境
地处上海市黄浦江东岸，西邻上海市区。北部扼黄浦江汇入长江的吴淞口，东临长江口，有65公里长的海岸线。其中外高桥临江面海、是天然的深水良港。

## 历史沿革
清嘉庆十年（1805年），两江总督陈大文奏准割上海县高昌乡十五个图，南汇县长人下乡十个图以及下沙盐场八、九两团，设置川沙抚民厅，隶属松江府。嘉庆十五年（1810年），川沙抚民厅正式成立，由松江知府唐仲冕兼署抚民同知，厅署设于川沙城东南角，是为川沙设治之始。宣统三年九月十七日（1911年11月7日），改川沙抚民厅为川沙县，置川沙县公署，仍隶松江府。
民国元年（1912年）1月19日，经江苏省临时省议会议决，江苏都督府通令颁布《江苏暂行地方官制》:157，废松江府，川沙县直隶江苏省。民国3年（1914年）3月，改属上海道:158。同年5月23日，上海道改为沪海道，川沙县仍属之:158。民国16年（1927年）1月，川沙县公署改为川沙县政府。同年3月27日至4月19日，中共党员王剑三曾短暂成立过国共合作的川沙县临时政府行政委员会，以姚鸣心为行政委员会主席。同年4月18日，南京国民政府废沪海道:158，川沙县复直隶江苏省。
民国27年（1938年）4月9日，川沙沦陷。同年4月底，成立川沙地方政务公署，由鹿铁英出任政务长。同年10月，张惠芳（张阿六）组建国民党地下川沙县政府。
- 1958年，改属上海市管辖。
- 1984年，塘桥、陆家嘴、洋泾一带划归黄浦区，周家渡至杨思等沿江地区划归南市区。
- 1990年4月18日，中共中央和国务院决策浦东开发开放。
- 1993年，浦东新区管理委员会成立，川沙县的建制被撤销，行政区域划入浦东新区。

## 行政区划
川沙县撤销时共辖2个县属镇，1个乡级镇和26个乡：城厢镇、高桥镇、北蔡镇、施湾乡、六团乡、江镇乡、蔡路乡、合庆乡、城镇乡、黄楼乡、孙桥乡、唐镇乡、王港乡、龚路乡、顾路乡、杨园乡、张桥乡、金桥乡、东沟乡、高桥乡、高东乡、高南乡、凌桥乡、张江乡、花木乡、洋泾乡、严桥乡、六里乡、杨思乡。

## 教育

### 中学
- 上海市建平中学
- 上海市川沙中学
- 上海市上南中学
- 上海市东昌中学